# Гоулан
Гоулан (англ. Goulane; ирл. An Gabhlán (Thiar)) — деревня в Ирландии, находится в графстве Голуэй (провинция Коннахт).